# Probole
Probole là một chi bướm đêm trong họ Geometridae.

## Các loài
- Probole aesionaria
- Probole alienaria
- Probole amicaria
- Probole exsinuaria
- Probole insinuaria
- Probole laticincta
- Probole neonaria
- Probole nepiasaria
- Probole nyssaria
- Probole persinuaria
- Probole pullaria
- Probole subsinuaria